# Håkon Brusveen
Håkon Brusveen (* 15. Juli 1927 in Vingrom, Oppland; † 21. April 2021 in Lillehammer) war ein norwegischer Skilangläufer.

## Werdegang
Brusveen, der für den Vingrom IL startete, belegte bei den nordischen Skiweltmeisterschaften 1954 in Falun den 20. Platz über 15 km und den vierten Rang mit er Staffel. Im folgenden Jahr wurde er bei den Svenska Skidspelen Dritter über 15 km. Bei den Olympischen Winterspielen 1956 in Cortina d’Ampezzo errang er den fünften Platz über 15 km und den vierten Platz mit der Staffel. Im März 1956 kam er bei den Lahti Ski Games auf den dritten Platz über 18 km. Bei den nordischen Skiweltmeisterschaften 1958 in Lahti gelang ihn der 17. Platz über 30 km, der fünfte Rang über 15 km und der vierte Platz mit der Staffel. Im selben Jahr erhielt er die Holmenkollen-Medaille. Im Jahr 1959 wurde er bei den Svenska Skidspelen Dritter mit der Staffel. Bei den Olympischen Winterspielen 1960 in Squaw Valley wurde er Olympiasieger über 15 km und holte zudem die Silbermedaille mit der Staffel. Dies brachte ihm in seinem Heimatland die Morgenbladet-Goldmedaille ein. Bei norwegischen Meisterschaften siegte er zweimal über 15 km (1957, 1958), zweimal über 30 km (1953, 1958) und im Jahr 1957 mit der Staffel von Vingrom IL.